# Liste der Gemarkungen in Karlsruhe
Die Liste der Gemarkungen in Karlsruhe umfasst die aktuellen Gemarkungen im baden-württembergischen Stadtkreis Karlsruhe nach den Angaben des Landesamtes für Geoinformation und Landentwicklung.
| Nr.    | Gemarkung | AGS      | Gemeinde  | Fläche ha | Bevölkerung Zensus 2011-05-09 | WGS84                       |
| ------ | --------- | -------- | --------- | --------- | ----------------------------- | --------------------------- |
| 083620 | Karlsruhe | 08212000 | Karlsruhe | 9984,92   | 217083                        | 49° 1′ 0″ N, 8° 22′ 47″ O   |
| 083621 | Durlach   | 08212000 | Karlsruhe | 5422,23   | 54653                         | 48° 59′ 10″ N, 8° 28′ 49″ O |
| 083622 | Neureut   | 08212000 | Karlsruhe | 1920,86   | 17555                         | 49° 3′ 25″ N, 8° 23′ 36″ O  |